# War Eternal
War Eternal (En español: «Guerra eterna») es el noveno álbum de estudio de la banda sueca de death metal melódico Arch Enemy, fue lanzado el 9 de junio de 2014 en Europa y el 10 de junio en Norteamérica. Este álbum define la salida de Angela Gossow y es el primer material con Alissa White-Gluz (ex The Agonist) como la nueva vocalista. Este álbum es patrocinado por Century Media Records (Tropper Entertainment en Japón).

## Producción
El álbum fue grabado en varios estudios durante el invierno de 2013-2014 y producido por la misma banda con la ayuda de Jens Bogren (Opeth, Paradise Lost, Kreator) mezclado en Fascination Street Studio. Como parte de la promoción del nuevo disco salió un nuevo vídeo llamado "War Eternal" el cual ya aparece Alissa White-Gluz como la vocalista de la banda. El 28 de marzo de 2014 se revela por medio de su página oficial la portada del disco creado por Costin Chioreanu, quien ya trabajó con Michael Amott para su banda "Spiritual Beggars".

## Giras
Se han confirmado fechas a partir del 25 de mayo de 2014 para Europa y se planea una gira norteamericana para el otoño del mismo año.

## Lista de canciones
| Edición estándar |                                                    |                                  |          |  |
| N.º              | Título                                             | Escritor(es)                     | Duración |  |
| 1.               | «Tempore Nihil Sanat (Prelude in F minor)» (intro) | Michael Amott                    | 1:12     |  |
| 2.               | «Never Forgive, Never Forget»                      | Michael Amott                    | 3:44     |  |
| 3.               | «War Eternal»                                      | Michael Amott                    | 4:16     |  |
| 4.               | «As the Pages Burn»                                | Alissa White-Gluz                | 4:01     |  |
| 5.               | «No More Regrets»                                  | Alissa White-Gluz                | 4:06     |  |
| 6.               | «You Will Know My Name»                            | Michael Amott                    | 4:37     |  |
| 7.               | «Graveyard of Dreams» (instrumental)               | Daniel Erlandsson, Michael Amott | 1:10     |  |
| 8.               | «Stolen Life»                                      | Michael Amott                    | 2:59     |  |
| 9.               | «Time Is Black»                                    | Alissa White-Gluz                | 5:24     |  |
| 10.              | «On and On»                                        | Alissa White-Gluz                | 4:05     |  |
| 11.              | «Avalanche»                                        | Alissa White-Gluz                | 4:39     |  |
| 12.              | «Down to Nothing»                                  | Michael Amott                    | 3:48     |  |
| 13.              | «Not Long for This World» (instrumental)           | Michael Amott                    | 3:29     |  |
| 50:32            |                                                    |                                  |          |  |

| Versión Digipak / Mediabook / 3xCD Artbook |                                                       |          |  |
| N.º                                        | Título                                                | Duración |  |
| 14.                                        | «Shadow on the Wall» (Originalmente de Mike Oldfield) | 3:03     |  |
| 53:35                                      |                                                       |          |  |

| Edición japonesa |                                         |          |  |
| N.º              | Título                                  | Duración |  |
| 14.              | «Breaking the Law» (Judas Priest cover) | 2:20     |  |
| 52:52            |                                         |          |  |

| Versión 3xCD Artbook ("Seeds of War" álbum bonus) |                                           |          |  |
| N.º                                               | Título                                    | Duración |  |
| 1.                                                | «Never Forgive, Never Forget» (Demo 2013) |          |  |
| 2.                                                | «No More Regrets» (Demo 2013)             |          |  |
| 3.                                                | «You Will Know My Name» (Demo 2013)       |          |  |
| 4.                                                | «On and On» (Demo 2013)                   |          |  |
| 5.                                                | «As the Pages Burn» (Demo 2013)           |          |  |

| Versión 3xCD Artbook (Álbum bonus instrumental con tabs de guitarra) |                                              |          |  |
| N.º                                                                  | Título                                       | Duración |  |
| 1.                                                                   | «Never Forgive, Never Forget» (instrumental) |          |  |
| 2.                                                                   | «War Eternal» (instrumental)                 |          |  |
| 3.                                                                   | «As the Pages Burn» (instrumental)           |          |  |
| 4.                                                                   | «No More Regrets» (instrumental)             |          |  |
| 5.                                                                   | «You Will Know My Name» (instrumental)       |          |  |
| 6.                                                                   | «Stolen Life» (instrumental)                 |          |  |
| 7.                                                                   | «Time Is Black» (instrumental)               |          |  |
| 8.                                                                   | «On and On» (instrumental)                   |          |  |
| 9.                                                                   | «Avalanche» (instrumental)                   |          |  |
| 10.                                                                  | «Down to Nothing» (instrumental)             |          |  |

## Créditos
Arch Enemy
- Michael Amott - Guitarra rítmica y principal
- Daniel Erlandsson - Batería
- Sharlee D'Angelo - Bajo
- Nick Cordle - Guitarra rítmica y principal
- Alissa White-Gluz - Voz principal

Músicos adicionales
- Stockholm Session Strings en "Tempore Nihil Sanat", "Avalanche", "You Will Know My Name", y "Time Is Black" - Instrumentos de cuerda
- Ulf Janson y Henrik Janson - Arreglo de instrumentos de cuerda
- Per Wiberg - Mellotron

Producción
- Producido por Michael Amott y Arch Enemy
- Mezclado y masterizado por Jens Bogren
- Ingeniería y producción de voces adicionales por Staffan Karlsson